# Cernadelo e Lousada (São Miguel e Santa Margarida)
Cernadelo e Lousada (São Miguel e Santa Margarida) (llamada oficialmente União das Freguesias de Cernadelo e Lousada (São Miguel e Santa Margarida)) es una freguesia portuguesa del municipio de Lousada, distrito de Oporto.

## Historia
Fue creada el 28 de enero de 2013 en aplicación de una resolución de la Asamblea de la República de Portugal promulgada el 16 de enero de 2013 con la unión de las freguesias de Cernadelo, Santa Margarida de Lousada y São Miguel de Lousada, pasando su sede a estar situada en la antigua freguesia de São Miguel de Lousada.

## Demografía
| Gráfica de evolución demográfica de Cernadelo e Lousada (São Miguel e Santa Margarida) entre 2011 y 2021 |
| |
| Datos según el nomenclátor publicado por el INE portugués.                                               |